# Pushkalavati
Pushkalavati (sànskrit: पुष्कलावती) fou una antiga ciutat de la vall de Peshawar a la moderna província de Khyber Pakhtunkhwa (antiga Província de la Frontera del Nord-oest) al Pakistan. És a la riba del riu Swat prop de la seva unió al riu Kabul i avui dia porta el nom de Charsadda. Pushkalavati vol dir "Ciutat del Lotus" i fou la capital de l'antic regne de Gandhara del segle VI al II aC.
Les ruïnes de l'antiga ciutat contenen diverses stupes i altres edificacions de dues ciutats. La més antiga apareix ocupada des del segle vi aC. Asoka hi va construir una stupa que va descriure el pelegrí Xuan Zang que la va visitar vers 630, i que encara no s'ha trobat. Les excavacions van començar el 1902 per obra de Marshal i les va reprendre Mortimer Wheeler el 1958. Es troben al poble de Bala Hisar.
Els grecs de Bactriana van construir una nova ciutat coneguda com a Peucela o Peucelaotis, a un km de l'anterior Bala Hisar a l'altre costat del riu Jinde. Fou ocupada pels parts, saces i kushans i posteriorment fou coneguda com a Shaikhan Dheri (Shaikhn Dher, etc.). Al segle II el riu va canviar el seu curs i la ciutat va quedar inundada i es va traslladar al modern poble de Rajar. Les ruïnes foren excavades per Ahmad Hasan Dani als anys seixanta del segle xx. Hi ha encara diversos munts a Mir Ziarat, a Rajar i a Shahr-i-Napursan que no han estat excavats.
Pushkalavati estava situada a la confluència dels rius Swat i Kabul. Tres branques d'aquest darrer es troben al lloc de la ciutat; aquest lloc concret s'anomena Prang i és considerat sagrat. Al nord hi ha una gran necròpolis on el poble local enterra els seus morts i que és considerada una de les necròpolis més gran del món.
Pushkalavati és esmentada al suplement del Ramayana; els descendents de Rama i els seus germans són assenyalats com els fundadors de les grans ciutats i regnes que van florir a l'Índia occidental. Bharata, germà de Rama, va tenir dos fills: Taksha i Pushkala. El primer va fundar Taksha-sila (o Tàxila en grec), a l'est de l'Indus; el segon va fundar Pushkala-vati or Pushkalavati, a l'oest del riu i fou coneguda d'Alexandre el Gran com Peukelaotis o Peucela.